# Krzysztof Koziorowicz
Krzysztof Koziorowicz (Choszczno, 24 marzo 1957) è un ex cestista e allenatore di pallacanestro polacco.

## Carriera
Ha guidato la Polonia ai Campionati europei del 2009.